# Serge II de Naples
Serge II de Naples duc de Naples à partir  de 869/870 pendant 7 ans et 6 mois.

## Biographie
Serge II poursuit la politique de son père, Grégoire III et de son grand-père, Serge Ier, visant à maintenir leur indépendance en entretenant de bonnes relations avec les carolingiens et l'empire byzantin au gré des intérêts napolitains. Corégent de son père il est brièvement investi comme préfet d' Amalfi pendant 13 jours en 866, comme successeur du préfet Maurus. En janvier 870, son père tombe gravement malade et lui laisse le gouvernement avant de mourir en mars suivant. 
Les chroniqueurs ecclésiastiques contemporains relèvent que Serge II fait de Naples « une autre Palerme, une autre Afrique » du fait de ses relations amicales avec les Aghlabides. De ce fait il encourt l'excommunication du pape Jean VIII. Il suscite également l'opposition de son oncle, l'évêque de Naples Athanase Ier, qu'il exile dans une île où il meurt en 875. Serge II est finalement aveuglé et déposé par son frère Athanase II, évêque de Naples et successeur de leur oncle, qui le livre à Rome et se proclame également duc de Naples.

## Postérité
L'historiographie traditionnelle considère que le duc Grégoire IV de Naples, successeur d'Athanase II, est un fils du duc Serge II; toutefois selon une hypothèse soutenue notamment par Christian Settipani il serait le fils aîné de Marinus, l'un des fils de Serge Ier. De ce fait il est le cousin germain d'Athanase II de Naples et le neveu des évêques Athanase Ier (850-875) et Étienne III (898-907); il partage le pouvoir avec le second jusqu'à sa mort en 907.

## Source
- (en) Cet article est partiellement ou en totalité issu de l’article de Wikipédia en anglais intitulé « Sergius II of Naples » (voir la liste des auteurs).
- (en) Medieval Lands: Dukes of Naples.